# Campionato mondiale giovanile di scherma 2016
Il Campionato mondiale juniores di scherma del 2016 ("2016 World Juniors Fencing Championships") è stato organizzato dalla Federazione internazionale della scherma e si è svolto a Bourges in Francia dal 5 al 10 aprile.
Nel fioretto, si sono aggiudicati i titoli dei campionati mondiali il nipponico Shikine, che ha battuto in finale il russo Andrey Matveev, e la statunitense Sabrina Massialas che ha avuto la meglio su l'italiana Erica Cipressa.
Nella spada il russo Georgiy Bruev ha battuto in finale l'italiano Valerio Cuomo, ottenendo il titolo mondiale juniores maschile, mentre tra le donne l'italiana Alice Clerici ha superato la cinese Yixuan Xiang.
Nella sciabola il francese Colleau prevale sul il russo Anatoliy Kostenko, mentre la francese Caroline Queroli ha battuto la francese Brunet.
Nei campionati mondiali juniores a squadre maschili, la nazionale nipponica ha prevalso nella finale del fioretto contro l'Italia, mentre la compagine italiana ha vinto nella spada contro la formazione magiara, ed infine la nazionale russa ha avuto la meglio sullala compagine italiana nella sciabola.
Nei campionati mondiali juniores a squadre femminili, la nazionale polacca ha prevalso nella finale del fioretto contro gli Stati Uniti d'America, la Francia ha vinto nella spada contro la formazione statunitense, ed infine la formazione russa ha avuto la meglio sullala compagine cinese nella sciabola.

## Podi

### Uomini
| Specialità  | Oro                                                                        | Argento                                                                         | Bronzo                                                     |
| Individuali |                                                                            |                                                                                 |                                                            |
| Fioretto    | Takahiro Shikine                                                           | Andrey Matveev                                                                  | Guillaume Bianchi Kyosuke Matsuyama                        |
| Spada       | Georgij Bruev                                                              | Valerio Cuomo                                                                   | Zsombor Bányai Gergely Siklósi                             |
| Sciabola    | Charles Colleau                                                            | Anatolij Kostenko                                                               | Kunihiko Fitz-Gerald Andrej Gladkov                        |
| A squadre   |                                                                            |                                                                                 |                                                            |
| Fioretto    | Giappone Toshiya Saito Takahiro Shikine Kyosuke Matsuyama Kenta Suzumura   | Italia Guillaume Bianchi Francesco Ingargiola Alessandro Gridelli Tommaso Ciuti | Regno Unito Jai Birch Harry Bird Rajan Rai Alexander Lloyd |
| Spada       | Italia Federico Vismara Valerio Cuomo Davide Canzoneri Gabriele Risicato   | Ungheria Zsombor Bányai Gergely Siklósi Patrik Esztergályos Balint Bakos        | Cina Zijie Wang Minghao Lan Zhaohao Chen -                 |
| Sciabola    | Russia Anatolij Kostenko Andrej Gladkov Konstantin Lochanov Vasilij Širšov | Italia Dario Cavaliere Eugenio Castello Federico Riccardi Leonardo Dreossi      | Cina Yang Lu Jianhao Liang Lulu Huang -                    |

### Donne
| Specialità  | Oro                                                                          | Argento                                                                | Bronzo                                                                           |
| Individuali |                                                                              |                                                                        |                                                                                  |
| Fioretto    | Sabrina Massialas                                                            | Erica Cipressa                                                         | Martyna Długosz Fu Yiting                                                        |
| Spada       | Alice Clerici                                                                | Yixuan Xiang                                                           | Irina Ochotnikova Jeon Heeju                                                     |
| Sciabola    | Caroline Queroli                                                             | Manon Brunet                                                           | Lucia Lucarini Svetlana Ševelëva                                                 |
| A squadre   |                                                                              |                                                                        |                                                                                  |
| Fioretto    | Polonia Martyna Długosz Julia Walczyk Julia Chrzanowska Anna Szymczak        | Stati Uniti Iman Blow Sylvie Binder Morgan Partridge Sabrina Massialas | Italia Erica Cipressa Serena Rossini Elisabetta Bianchin Camilla Rivano          |
| Spada       | Francia Alexandra Louis-Marie Mariem Ngom Océane Tahé Diane Von Kerssenbrock | Russia Marija Orbazcova Daria Filina Irina Ochotnikova Alena Komarova  | Stati Uniti Giana Vierheller Barbara Vanbenthuysen Catherine Nixon Amanda Sirico |
| Sciabola    | Russia Svetlana Ševelëva Sofija Pozdnjakova Ol'ga Nikitina Anna Bašta        | Cina Yiqi Guo Yaqi Shao Hengyu Yang -                                  | Stati Uniti Sage Palmedo Elizabeth Tartakovsky Martha Merriam Kara Linder        |

## Medagliere
| Pos.   | Nazione       | Oro | Argento | Bronzo | Totale |
| ------ | ------------- | --- | ------- | ------ | ------ |
| 1      | Russia        | 3   | 3       | 3      | 9      |
| 2      | Francia       | 3   | 1       | 0      | 4      |
| 3      | Italia        | 2   | 4       | 3      | 9      |
| 4      | Giappone      | 2   | 0       | 2      | 4      |
| 5      | Stati Uniti   | 1   | 1       | 2      | 4      |
| 6      | Polonia       | 1   | 0       | 1      | 2      |
| 7      | Cina          | 0   | 2       | 3      | 5      |
| 8      | Ungheria      | 0   | 1       | 2      | 3      |
| 9      | Corea del Sud | 0   | 0       | 1      | 1      |
| 9      | Regno Unito   | 0   | 0       | 1      | 1      |
| Totale | Totale        | 12  | 12      | 18     | 42     |